# Presupuesto participativo

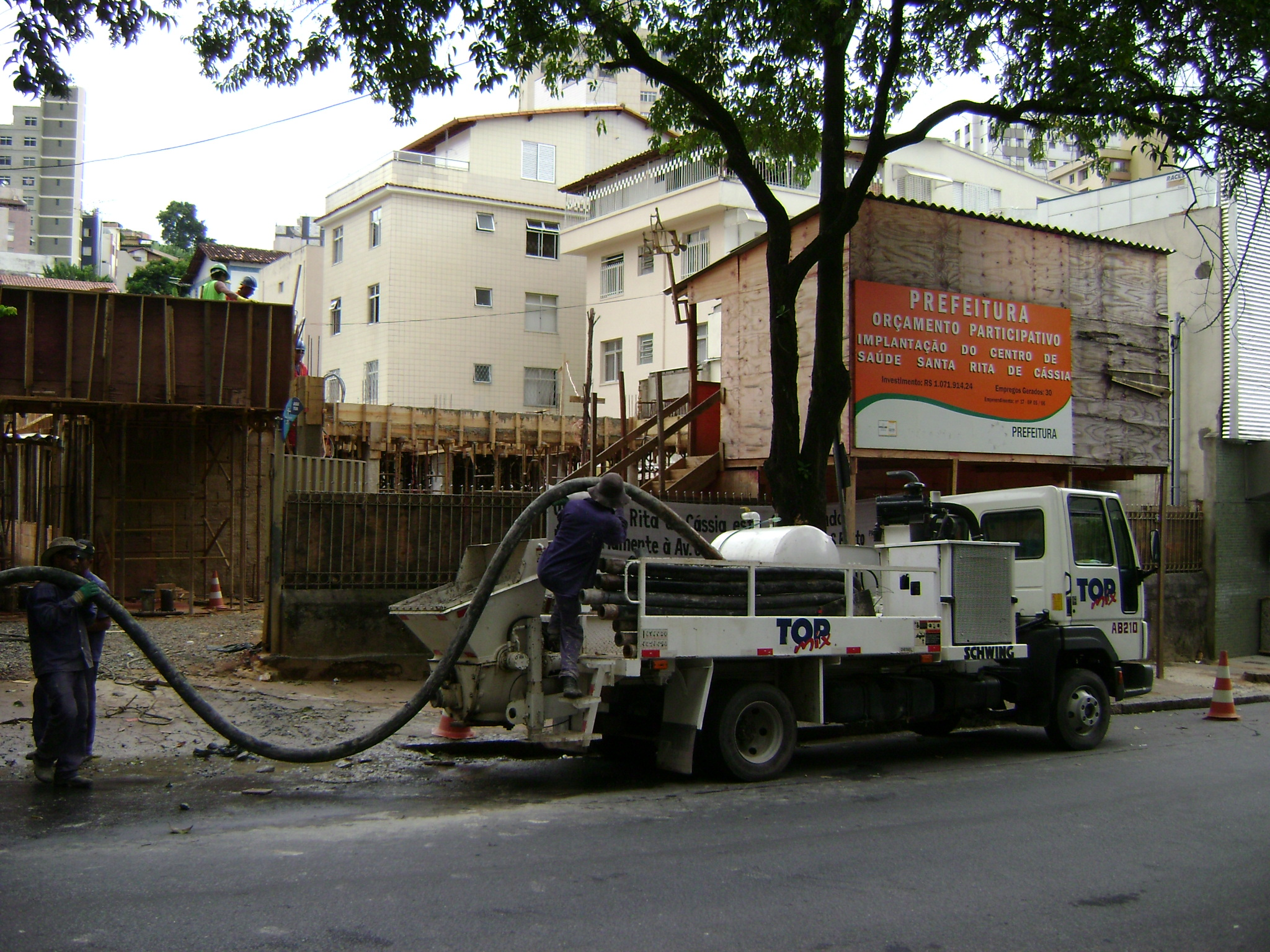
Vista del Progreso: Apertura del Centro de Salud Santa Rita de Cássia en Belo Horizonte

El Presupuesto participativo es un proceso de intervención directa, permanente, voluntaria y universal mediante el cual la ciudadanía, conjuntamente con las autoridades, delibera y decide la asignación de recursos públicos.
Es un proceso de consulta y diálogo entre la comunidad y las autoridades sobre cuáles son las prioridades de inversión de un municipio. Se trata de dividir el territorio en el que se va a realizar la consulta sobre los presupuestos, englobando a todas las personas que se vean afectados en ellos y formar diferentes secciones de pequeño tamaño para que en cada una de ellas se puedan realizar propuestas y debatirlas con argumentos válidos y deliberando, que es el fin de la democracia deliberativa; a continuación de cada uno de los distritos se eligen al azar ciertas personas para que lleven las propuestas a unas asambleas conjuntas en las que se reúnen todos los delegados y deciden de nuevo qué solución van a tomar, debatiendo de nuevo qué va a ser lo mejor para la mayoría, siempre dentro de unas normas estipuladas, tomando una decisión acorde con los derechos de las personas e intentando no perjudicar sobremanera a nadie. Si en la primera asamblea no se llega a un acuerdo se realizan más asambleas hasta que se consigue la solución preferida por la mayoría y finalmente, si no se llega a una conclusión, se decide por votación. Una vez decidido el qué se va a hacer y cómo se va a hacer, se procede a presentar un borrador al Gobierno que esté al mando de la región o distrito involucrado en el proceso.

## Historia

### Presupuestos Participativos en Porto Alegre[2]
La primera vez que se llevaron a cabo unos Presupuestos Participativos (orçamento participativo)  en el mundo fue en 1988 en la ciudad de Porto Alegre (Rio Grande do Sul, Brasil); una ciudad formada por millón y medio de habitantes, situada en una región metropolitana habitada por el triple de población. Estas medidas comenzaron a llevarse a cabo con el ascenso al poder del partido progresista Partido dos Trabalhadores para dotar a la población de servicios básicos de infraestructuras y reducir las desigualdades sociales. Decidieron seguir el modelo de la Comuna de París de 1871. 
En el primer momento surgieron algunas dificultades debido a la falta de recursos del municipio debido al elevado endeudamiento, la falta de organización y la falta de relación entre la política y la ciudadanía. Para poder seguir con el proyecto, se realizó a los dos años una reforma tributaria para sanear cuentas y recuperar la capacidad de inversión de la ciudad.
Para poder llevar a cabo el proyecto, se dividió la ciudad en 16 distritos dentro de los cuales la población se organizaba en asambleas para decidir qué hacer. La división se hizo a partir de criterios geográficos, sociales y organizativos. En 1994 se incluyeron cinco plenos organizados por temática. A partir de ese momento, entre el 15 y el 25% de presupuesto se asigna de manera participativa y el resto se emplea para gastos de la administración.
El proceso comienza con reuniones preparatorias para ponerse de acuerdo en qué temas tratar, se presentan los informes del año anterior, el avance de inversiones y los recursos para el año siguiente. Si no se consigue llegar a un acuerdo sobre las temáticas y su importancia, se realiza una votación. Después se elige a los representantes de cada distrito y de las plenarias temáticas. Finalizadas las reuniones se realiza el borrador final con los presupuestos teniendo en cuenta la falta de servicios, la población de la región y las prioridades. Una vez aprobado, el Poder Ejecutivo envía la propuesta al ayuntamiento que negocian de nuevo las condiciones, manteniendo la propuesta de la ciudadanía.
Poco a poco la participación se fue haciendo mayor, en 1995 más de 14.000 personas participaban en los encuentros y si contamos con las organizaciones que participaban la suma asciende a 100.000. Así se consiguió que en el año 1996 el 98% de población disfrutara del suministro de agua y de un 85% de alcantarillado y avances en el alumbrado público, urbanización de zonas, salud y vivienda.
De esta manera se logró que no se realizaran gastos innecesarios, que se aprovechara el capital destinado a mejorar la vida de la población y que se evitara la corrupción del poder. La experiencia continúa en vigor, aunque el cambio de gobierno municipal en 2004 propició modificaciones substanciales en el proceso y sus objetivos.

## Presupuesto Participativo en la Argentina
En la República Argentina el Presupuesto Participativo comienza a implementarse tras la crisis, económica, política y social de los años 2001 y 2002. Fue la ciudad de Rosario, provincia de Santa Fe, el primer municipio en adoptarlo, sancionando la ordenanza respectiva en 2002 y el primer presupuesto participativo correspondió al año 2003.
Entre los años 2003 y 2007, se expandió la cantidad de municipios que adoptaron este mecanismo de participación ciudadana y ese último año comenzó a implementarse una política pública a nivel nacional tendiente a consolidarlo en todo el territorio nacional. El Programa Nacional de Presupuesto Participativo (PNPP) tuvo como objetivo fortalecer, a través de la asistencia técnica, la capacitación y construcción de espacios de intercambio la aplicación del Presupuesto Participativo en los distintos municipios del país. Una de las estrategias para llevar adelante esta política fueron los siete encuentros de presupuesto participativo:
Encuentros Nacionales de Presupuesto Participativo:
- I Encuentro Nacional de Presupuesto Participativo La Plata "Más Participación, Mejor Democracia" La Plata, del 12 al 14 de diciembre de 2008.Invitados especiales: Olivio Dutra, ex Prefecto de Porto Alegre y exgobernador de Río Grande Do Sul, Brasil y Mariano Arana, ex Intendente de Montevideo, Uruguay.
- II Encuentro Nacional de Presupuesto Participativo. "Participación Popular. Una Argentina para Todos", ciudad de Córdoba, Argentina, del 4 al 6 de diciembre de 2009. participantes: Daniel Giacomino, Intendente de la ciudad de Córdoba; Kelly Olmos, Secretaria de Asuntos Municipales, Ministerio del Interior; Oscar González, Secretario de Relaciones Parlamentarias, Jefatura de Gabinete de Ministros. Invitados especiales: Raúl Pont, exalcalde de Porto Alegre y Diputado del Estado Río Grande Do Sul, Brasil; Jaime Vásconez, Director Ejecutivo del Centro Internacional de Gestión Urbana, Quito. Ecuador.

• III Encuentro Nacional de Presupuesto Participativo Ciudad Autónoma de Buenos Aires, 3 y 4 de diciembre de 2010. Invitados especiales: Karolin Reyes, Federación Dominicana de Municipios. Gabriela Gilles Ferreira, Red Brasileña de Presupuesto Particpativo.
• IV Encuentro Nacional de Presupuesto participativo Ciudad de Corrientes https://es.scribd.com/document/76747361/Boletin-dedicado-al-IV-Encuentro-Nacional-de-Presupuesto-Participativo
• V Encuentro Nacional de Presupuesto Participativo Partido de la Costa. "Protagonismo Popular + Inclusión Social + Democracia Particpativa". Invitados especiales: Cristina Bloj. Universidad Nacional de Rosario. Alejandro López Accotto, Universidad Nacional de General Sarmiento.
• VI Encuentro Nacional de Presupuesto Participativo Villa María
• VII Encuentro Nacional de Presupuesto Participativo Gualeguaychú, Entre Ríos. "Redistribuir la Riqueza, Ampliar la Participación, Consolidar la Democracia". Del 13 al 14 de noviembre de 2014. Invitado especial: Olivio Dutra, ex Prefecto de Porto Alegre y Exgobernador de Río Grande Do Sul, Brasil. Ricardo Muñoz Portugal. Subgerente Regional de Planeamiento y Presupuesto Participativo. Lima, Perú.
Encuentros Regionales de Presupuesto Participativo:
- I Encuentro Regional de Presupuesto Participativo Morón
- II Encuentro Regional de Presupuesto Participativo Santo Tomé

Encuentro Nacional Presupuesto Participativo Joven:
- I Encuentro Nacional de Presupuesto Participativo Zárate

Encuentros Internacionales de Presupuesto Participativo y Participación Ciudadana:
La 24° Conferencia Anual del Observatorio Internacional de la Democracia Participativa (OIDP) fue un encuentro que se llevó a cabo en la ciudad de Córdoba, en el marco de la presidencia pro tempore del intendente, Dr. Daniel Passerini, sobre el OIDP. La misma tuvo lugar entre los días 21 y 23 de mayo de 2025. Este evento reunió a representantes de gobiernos locales, expertos, académicos, organizaciones sociales y ciudadanía interesada en debatir y compartir experiencias sobre políticas de democracia participativa y gobernanza local. 
La 24ª edición, titulada "Conectar, integrar y humanizar: las ciudades frente al desafío de crear comunidad" contó con tres ejes principales: La participación ciudadana en la construcción de comunidad; Descentralización administrativa, operativa y política de las ciudades y Ciudadanía y gobierno en la era digital. Durante el evento se realizaron paneles, mesas redondas, talleres prácticos y espacios de intercambio de buenas prácticas.
Participaron autoridades locales, especialistas en políticas públicas, académicos y representantes de la sociedad civil. El evento contó con más de 200 invitados extranjeros de más de 20 países. También estuvieron presentes alrededor de 1000 participantes, más de 500 del interior de la provincia de Córdoba y otros 500 del resto del país.
Los principales objetivos de la conferencia se centraron en promover el debate sobre nuevas estrategias de participación ciudadana, compartir experiencias innovadoras implementadas en distintas ciudades, impulsar redes de colaboración entre gobiernos locales, universidades y organizaciones sociales y contribuir a la construcción de una agenda global para la democracia participativa.
Entre los municipios que implementan este instrumento están la ciudad de San Lorenzo (provincia de Santa Fe), San Fernando (provincia de Buenos Aires), el Municipio de Morón (provincia de Buenos Aires), Córdoba Capital, San Miguel (provincia de Buenos Aires), San Carlos de Bariloche (provincia de Río Negro), Reconquista (provincia de Santa Fe) y La Plata (Provincia de Buenos Aires) https://presupuestoparticipativo.laplata.gob.ar también adoptaron el uso de esta herramienta de participación directa. Esto derivó en la creación de la Red Argentina de Presupuestos Participativos que agrupa a los municipios que lo utilizan.
Entre los años 2.016 y 2.022 se desarrolló en la ciudad de Victoria provincia de Entre Ríos el Programa de Presupuesto Participativo, teniendo su mejor performance durante los años 2.018 al 2.022 periodo en que fue coordinado por la Oficina de Presupuesto Municipal  https://presupuestoparticipativovictoria.blogspot.com/ . 
Con 56 proyectos realizados en su mayoría por empleados municipales en las 7 zonas en que se dividió la ciudad, el programa llegó a ser miembro de The Participatory Group (Ayuntamiento de Madrid) y del Observatorio Internacional de la Democracia Participativa, además de ser reconocido por continuar trabajando durante la pandemia de COVID-19.  

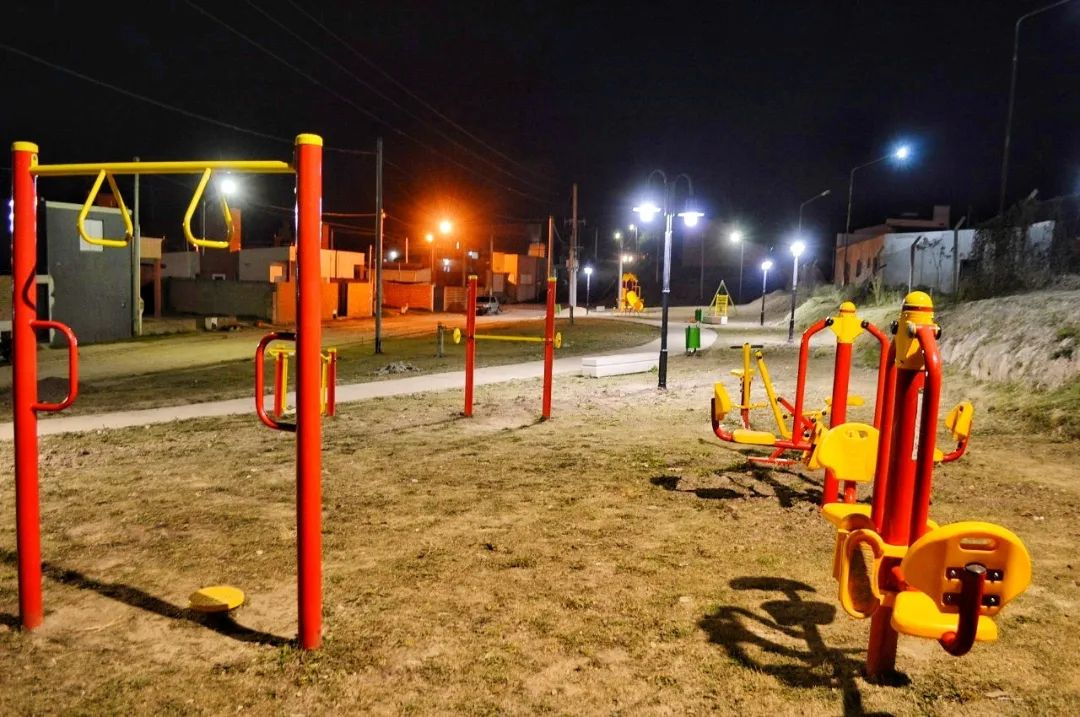
Plazoleta Centro Integrador Comunitario

En la actualidad se nombró como presidente de la Red Argentina de Presupuesto Participativo al Director de Presupuesto Participativo de la ciudad de Córdoba Neldo Fraye.
La Ciudad Autónoma de Buenos Aires tuvo su experiencia con el jefe de Gobierno Aníbal Ibarra, pero luego en la administración de Mauricio Macri fue eliminado.
El presupuesto participativo es una herramienta que también se utiliza en varias universidades públicas argentinas, una de ellas es la Universidad Nacional de General Sarmiento (UNGS). En 2017 se realizó en la UNGS la quinta edición del presupuesto participativo, que propone  debatir el destino de una parte de los fondos no recurrentes de la Universidad a través de la participación y construcción colectiva entre todos los miembros de la comunidad universitaria (estudiantes, investigadores docentes, trabajadores no docentes y graduados). El objetivo es que se discutan problemas y necesidades de la institución, se presenten propuestas, se las defiendan y se decida con el voto qué proyectos recibirán financiamiento. En 2017, esta herramienta participativa fue implementada por primera vez en la Escuela Secundaria de la UNGS.
El 10 de diciembre de 2015 quedó constituida la Asociación Argentina de Democracia Participativa (DP) con el objetivo, entre otros, de "promover la implementación de políticas públicas que fomenten la participación ciudadana en las decisiones gubernamentales".

## Presupuesto participativo en España
En diversos municipios de España se han puesto en práctica experiencias de presupuesto participativo en ámbito local:
- En el País Vasco

El primer caso corresponde a una localidad llamada Idiazábal en la que se debatió sobre la construcción de un campo de fútbol. El campo en el que se jugaba en el pueblo pertenecía a una empresa privada que en cualquier momento lo podía reclamar y decidieron buscar un nuevo lugar para construir uno propiedad de los vecinos. Las propuestas del ayuntamiento se encontraban situadas al lado de una autopista y no eran de agrado para los vecinos, el NIP decidió emplazarlo en otra zona, que al hacer un estudio se vio que no era viable, así que se decantaron por la segunda propuesta. El campo de fútbol en el momento en el que se escribió el artículo -1996- no había sido construido debido a falta de presupuesto pero se consiguió que el lugar escogido fuera el emplazamiento elegido por la mayor parte de los vecinos de la localidad.
El segundo caso se desarrolló en Astigarraga, situado en las afueras de San Sebastián. El gobierno quería construir un nuevo frontón e instalaciones deportivas, pero de nuevo el lugar no estaba claro. Finalmente el lugar elegido, tras diferentes discusiones y con más participación que el proceso anterior, fue un lugar en el que las autoridades municipales no habían pensado. En este caso el proyecto se pudo llevar a cabo.
El último ejemplo es la autovía que une la costa vasca con Vitoria, en el año 1993. Había diferentes trazados para realizarla pero debido a que discurría por zonas de terreno privado, no decidían qué trazado seguir. La construcción afectaba a 21 municipios y los NIPs duraron 3 meses; en este caso participaron grupos ecologistas, organizaciones políticas o cámaras de comercio, además de los vecinos afectados. Finalmente, el trayecto elegido fue el que menos oposición tenía y por tanto, el que habían decidido los NIPs.
- En Andalucía: Sevilla, Málaga y Córdoba.
- En la Comunidad de Madrid: Madrid[9]
- En Cataluña: Barcelona, Santa Cristina de Aro, Figaró-Montmany, Rubí, Castellar del Vallés, Sabadell, San Baudilio de Llobregat, Valls y Villafranca del Panadés.
- En Baleares: Colonia de San Pedro, en el municipio de Artá.
- En Galicia: La Diputación de Lugo es la primera administración provincial de España en elaborar sus presupuestos de modo participativo.
- En la Región de Murcia: Cartagena.
- En la Comunidad Valenciana: Valencia.

## Presupuesto participativo en Perú
En Perú, hubo experiencias pioneras desde los años 80, cuando se retoma la democracia municipal en el Gobierno democrático de Fernando Belaúnde Terry. En 1984, la nueva municipalidad de Villa El Salvador, distrito del área metropolitana de Lima, su primer alcalde, Michel Azcueta, continúa desde el gobierno local, la experiencia participativa de la organización vecinal, la Comunidad Urbana Autogestionaria de Villa El Salvador, CUAVES, incorporando a la gestión municipal tanto la consulta a los ciudadanos como la decisión que se toma en los cabildos abiertos, incluyendo decisiones sobre el presupuesto municipal, que es recogida por los candidatos a las alcaldías de Brasil del Partido de los Trabajadores, que, una vez en el poder, especialmente en la Ciudad de Porto Alegre, se transformó en el osamento participativo o presupuesto participativo. Desde el 2003 el desarrollo del Presupuesto Participativo anual es obligatorio para Gobiernos Distritales, Provinciales y Regionales, (unas 1900 jurisdicciones a nivel de distrito)  ya que se rige por una Ley de Presupuesto Participativo (Ley N° 28056) expresamente promulgada. Algunas variantes del Participativo en el caso peruano es que la participación no es a título individual sino por representaciones de las organizaciones sociales de la sociedad civil, existe una metodología  definida por el Ministerio de Economía y Finanzas en donde la forma de  priorizar de los proyectos combina la consulta popular con la ponderación técnica y recientemente se ha implementado el Presupuesto Participativo basado en resultados, que busca priorizar  proyectos o actividades que logren resultados e impactos en cuanto a resolver los problemas más urgentes de las poblaciones del Perú, lográndose vincular dicho sistema presupuestario con el sistema de inversión pública SNIP.

## Otras experiencias
Otras ciudades en América Latina y, más adelante, en Europa, han adoptado el presupuesto participativo como forma de participación ciudadana y gestión municipal, adaptando el modelo de Porto Alegre a su propio contexto y tradición democrática. Existe actualmente una gran riqueza y diversidad de modelos y experiencias, con objetivos y procedimientos diversos entre sí.
Entre las experiencias latinoamericanas, se encuentran Belém do Pará PA, Cosmópolis SP, São Bernardo do Campo SP, Diadema SP, Santo André SP, Jaboticaba SP, Santos SP, Piracicaba, São José dos Campos SP, Santa Bárbara d'Oeste SP, Belo Horizonte MG, Ipatinga MG, Betim MG, Timotéo MG, João Monlevade MG, Florianópolis SC, Blumenau SC, Joinville SC, Palmeira SC, Gravatal SC, Porto Alegre RS,  Londria PR, Vitória ES, Vila Velha ES, Rio Branco AC, Brasiilia DF, Recife PE, León MEX.
En Ecuador, consta la experiencia del municipio de Cotacachi durante la alcaldía de Auki Tituaña (1996-2009). 
En Europa, cabe citar las experiencias de Bolonia (Italia), Sevilla, Málaga, Valencia y Barcelona (España); en América del Norte: Ontario (Canadá), Portland, Auburn, el Estado de Minnesota, Ciudad de Nueva York (EE. UU.); y en Asia, la de Yokohama (Japón).